# Martin Metz (Politiker)

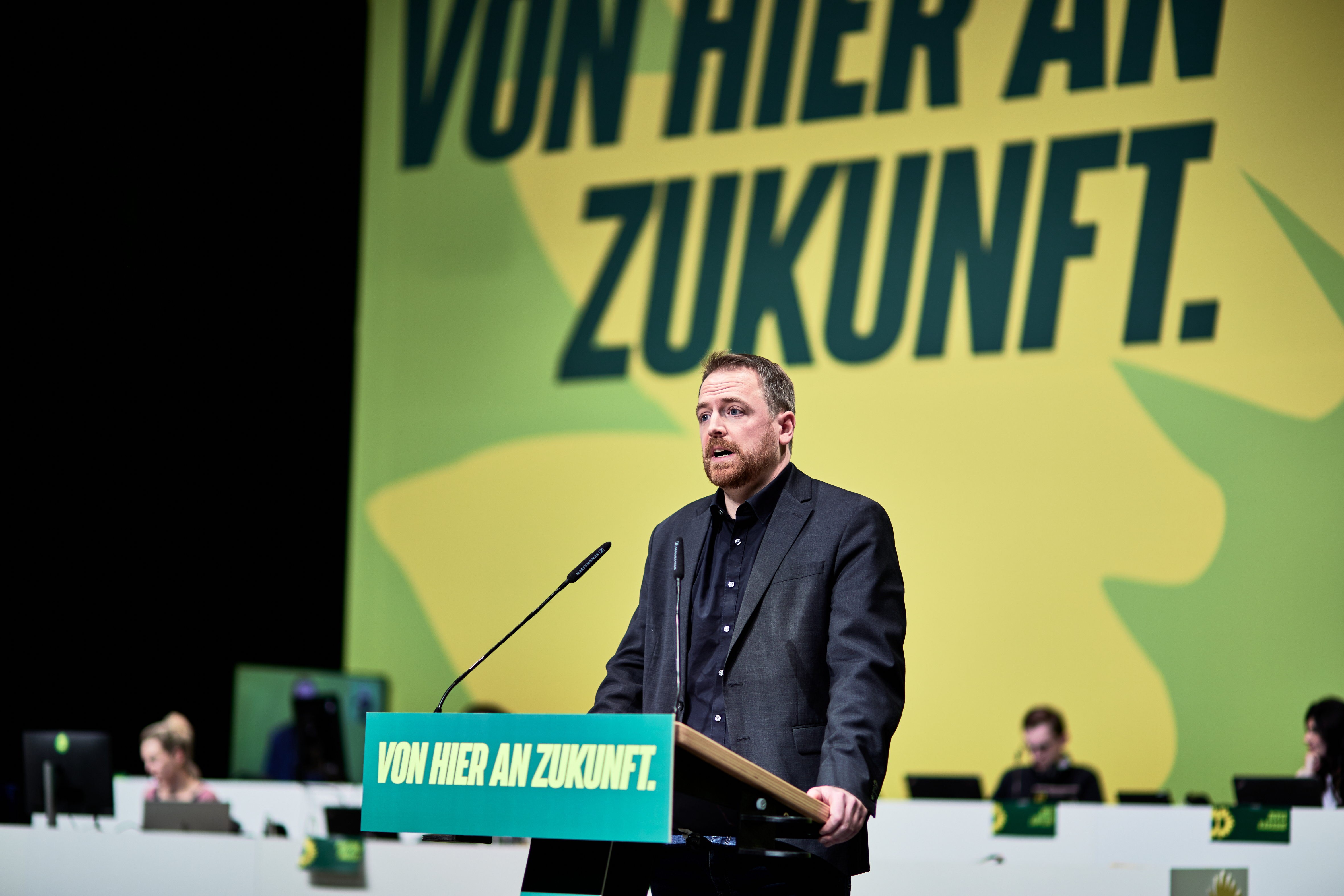
Martin Metz (2021)

Martin Metz (* 1983 in Siegburg) ist ein deutscher Politiker (Bündnis 90/Die Grünen) und Diplom-Geograph. Seit dem 1. Juni 2022 ist er Mitglied des Landtages von Nordrhein-Westfalen.

## Leben
Martin Metz machte 2002 sein Abitur am Kardinal-Frings-Gymnasium in Bonn-Beuel, absolvierte anschließend den Zivildienst in einem Seniorenzentrum in Sankt Augustin und begann ein Studium der Geographie, des Öffentlichen Rechts und der Agrar- und Entwicklungsökonomik an der Rheinischen Friedrich-Wilhelms-Universität Bonn, das er 2014 als Diplom-Geograph abschloss. Von 2010 bis 2013 war er Politischer Geschäftsführer der Grünen im Kreistag Rhein-Sieg sowie Mitarbeiter im Abgeordnetenbüro von Horst Becker. Anschließend war Metz als Wissenschaftlicher Mitarbeiter für Mobilität und Landesplanung bei der Grünen Landtags-Fraktion NRW tätig. Von 2016 bis 2022 war er Koordinator für Planung, Umwelt und Verkehr in der Stadtverwaltung von Bonn.
Metz lebt im Sankt Augustiner Stadtteil Meindorf, dessen Ortsvorsteher er von 2020 bis 2023 war.

## Politik
Martin Metz trat 1999 Bündnis 90/Die Grünen bei. Er war Sprecher und Schriftführer des Ortsverbandes Sankt Augustin und von 2016 bis 2021 Sprecher des Kreisverbandes Rhein-Sieg. Seit 2020 fungiert er als Vorstandsmitglied des Grünen-Bezirksverbandes Mittelrhein.
Bei der Bundestagswahl 2017 kandidierte Metz als Direktkandidat im Wahlkreis Rhein-Sieg-Kreis II und erhielt 7,9 Prozent der Stimmen. Er verpasste auch den Einzug über die NRW-Landesliste.

### Kommunalpolitik
2004 wurde er erstmals in den Stadtrat seiner Heimatstadt Sankt Augustin gewählt, wo er seit 2008 Vorsitzender der Grünen-Fraktion ist. 2020 gewann Metz als erster Grüner in der Stadtgeschichte seinen Wahlkreis direkt und wurde anschließend zum Ortsvorsteher von Meindorf gewählt. Zudem war er von 2009 bis 2016 Kreistagsabgeordneter im Rhein-Sieg-Kreis und von 2010 bis 2016 Mitglied im Regionalrat Köln.

### Landtag
Im Dezember 2021 wurde Metz als Direktkandidat im neuen Landtagswahlkreis Rhein-Sieg-Kreis V für die Landtagswahl 2022 aufgestellt sowie auf Platz 16 der Reserveliste gewählt. Bei der Wahl am 15. Mai 2022 erhielt er 20,98 % der Stimmen und verpasste das Direktmandat, konnte jedoch über die Liste in den Landtag einziehen.